# モショエショエ2世
モショエショエ2世（Moshoeshoe II、1938年5月2日 - 1996年1月15日）は、レソトの国王（初代、第3代）。モシェシェ2世とも表記される。
英国領バストランド首長（第7代）を歴任。

## 経歴
モショエショエはオックスフォード大学に留学後、1960年にコンスタンティン・ベレン・セーイソとして英国保護領バストランドの首長に就任し、1966年にレソトが独立を果たすとそのまま国王へ即位した。
モショエショエの政治力は強くなく、統治中に2度亡命を強いられている。独立当初、レアブア・ジョナサン首相と対立して敗れ、1970年に一時オランダへと亡命している。同年中に首相との和解が成立してモショエショエは帰国し、実権を持たない立憲君主となった。1986年、ジャスティン・レハンヤによるクーデターが成功すると、モショエショエは一時実権を回復するが、レハンヤと対立して、1990年に再びイギリスへと亡命した。レハンヤは国内にいる王太子をレツィエ3世として即位させ、11月にモショエショエは王位を剥奪された。しかしレツィエとモショエショエの関係は悪くなく、1991年にエリアス・ラマエマ軍事評議会委員によってクーデターが起き、レハンヤが追放されると、レツィエはモショエショエへの王位の返還を表明。これに反対する政府とレツィエは対立を深め、1994年にレツィエはクーデターを起こしてモショエショエへの王位の返還を求めた。このクーデターは他国の介入により解決が図られ、王権が制限される一方で王位の返還は認められ、1995年、モショエショエは再びレソト国王となった。しかし即位1年後の1996年1月15日、交通事故によりモショエショエは崩御し、王位は再びレツィエに戻った 。

## 日本との関係
1989年1月に昭和天皇が崩御し、同年2月24日に皇居で執り行われた大喪の礼には、レソトからはモショエショエ2世を代表に、ラマエマ軍事評議会委員、メケツィ駐日次期大使（当時の駐日レソト大使は北京常駐の兼轄）が参列した。但し、1990年11月12日に明仁上皇（平成当時は天皇）の即位の礼が行われた時点では既に失脚しており、ラマエマ軍事評議会委員がレソト代表として参列している。